# 寧靜禱文
寧靜禱文是最早由神學家尼布爾開始的無名祈禱文，後來被稱為寧靜禱文。已被匿名戒酒會與其他的十二步項目正式採用。有許多不同的版本，洪蘭在《改變：生物精神醫學與心理治療如何有效協助自我成長》一書中翻譯的版本是：
|  | 親愛的上帝，請賜給我雅量從容的接受不可改變的事，賜給我勇氣去改變應該改變的事，並賜給我智慧去分辨什麼是可以改變的，什麼是不可以改變的。 |

以下是綠點（自貼也無侵權）的譯文：
寧靜祈禱文
上帝啊！懇求你
賜我恩典，安詳接受不能改的事件；
鼓我義念，勇敢改變可以改的事件；
贈我慧劍，能夠分辨接受還是改變。
讓我每天實在過活，時刻安然甘甜；
讓我在艱困的路上，內心不失平安；
讓我師法祂，接納這罪孽的人世間；
讓我信任你，萬物萬事會變成完善。
但願我順服你的旨意，
好叫我此生悠然快樂，
來世更與你同享極樂。
阿們。